# Can Joanet (Riells i Viabrea)
Can Joanet és una masia de Riells i Viabrea (Selva) protegida com a Bé Cultural d'Interès Local.

## Descripció
Masia d'un sol cos de planta baixa i dos pisos amb sostre a dos vessants i un annex amb terrassa, antigament dedicat a sala de ball. L'edifici principal data del segle XVII o XVIII, i l'accés es realitza pel cos dret, la façana del qual reprodueix un esgrafiat que imita un encoixinat. L'extensió de la finca és de 3 o 4 ha, consta d'una part de bosc i un altre de cultiu.

## Història
L'any 1917 la masia es va convertir en l'hotel del poble, i al seu costat es va construir una sala de ball, la qual posteriorment va esdevenir en l'Escola de Riells.